# هیکارو شیمیزو
هیکارو شیمیزو (ژاپنی: 清水 光؛ زادهٔ ۱۹ ژوئیهٔ ۱۹۹۶) یک بازیکن فوتبال اهل ژاپن است.
از باشگاه‌هایی که در آن بازی کرده‌است می‌توان به باشگاه فوتبال آزول کلارو نومازو اشاره کرد.